# Спанг (тауншип)
Спанг (англ. Spang) — тауншип в округе Айтаска, Миннесота, США. На 2010 год его население составило 264 человека. Тауншип был назван в честь Мэтью Спанга, производителя пиломатериалов в Гранд-Рэпидс.

## География
По данным Бюро переписи населения США площадь тауншипа составляет 136,9 км², из которых 135,2 км² занимает суша, а 1,6 км² — вода (1,19 %). Через Спанг проходит  US 169 (англ. US Highway 169).

## Население
В 2010 году на территории тауншипа проживали 264 человека (из них 55,3 % мужчин и 44,7 % женщин), насчитывалось 107 домашних хозяйств и 81 семья. На территории города было расположено 119 построек со средней плотностью 0,86 построек на один квадратный километр суши. Расовый состав населения: белые — 95,8 %, коренные америкацы — 1,5 %, две или более других рас — 2,3 %.
Население тауншипа по возрастному диапазону по данным переписи 2010 года распределилось следующим образом: 24,2 % — жители младше 21 года, 57,6 % — от 21 до 65 лет, и 18,2 % — в возрасте 65 лет и старше. Средний возраст населения — 49,0 лет. На каждые 100 женщин в Спанге приходилось 123,7 мужчин, при этом на 100 совершеннолетних женщин приходилось 110,1 мужчин сопоставимого возраста.
Из 107 домашних хозяйств 75,7 % представляли собой семьи: 63,6 % совместно проживающих супружеских пар (21,5 % с детьми младше 18 лет); 7,5 % — женщины, проживающие без мужей, 4,7 % — мужчины, проживающие без жён. 24,3 % не имели семьи. В среднем домашнее хозяйство ведут 2,47 человека, а средний размер семьи — 2,84 человека. В одиночестве проживали 21,5 % населения, 10,2 % составляли одинокие пожилые люди (старше 65 лет).
В 2014 году из 259 человек старше 16 лет имели работу 126. Медианный доход на семью оценивался в 55 625 $, на домашнее хозяйство — в 53 750 $. Доход на душу населения — 22 121 $ в год.